# Giulio Meotti
Giulio Meotti (* 1980 in Arezzo) ist ein italienischer Journalist und Autor.

## Leben
Meotti studierte Philosophie an der Universität Florenz. Meotti war als Journalist für die italienische Tageszeitung Il Foglio und das israelische Nachrichtenportal Arutz Scheva tätig. Er schrieb Artikel unter anderem für das Gatestone Institute, The Wall Street Journal, National Review, die West Bank Siedlerzeitung Arutz Sheva, Jerusalem Post, Jüdische Allgemeine, Yedioth Ahronoth und FrontPage Magazine. Als Autor veröffentlichte er mehrere Werke. Meotti ist verheiratet, hat zwei Kinder und wohnt in Rom.

## Werke (Auswahl)
- Il processo della scimmia. La guerra dell'evoluzione e le profezie di un vecchio biochimico, Lindau, 2006, ISBN 9788871805795
- Non smetteremo di danzare. Le storie mai raccontate dei martiri d'Israele (A New Shoah: The Untold Story of Israel's Victims of Terrorism), Lindau, 2009, ISBN 9788871808277
- Ebrei contro Israele, Belforte Salomone, 2014, ISBN 9788874670864
- Muoia Israele. La brava gente che odia gli ebrei, Rubbettino, 2015, ISBN 9788849844221
- Hanno ucciso «Charlie Hebdo». Il terrorismo e la resa dell'Occidente: la libertà di espressione è finita, Lindau, 2015, ISBN 9788867084418
- L a fine dell'Europa, Cantagalli, 2016, ISBN 9788868794095
- Il suicidio della cultura occidentale: Così l'Islam radicale sta vincendo, Lindau, 2018, ISBN 9788867087921